# Légna
Légna era una comuna francesa situada en el departamento de Jura, de la región de Borgoña-Franco Condado, que el 1 de enero de 2017 fue suprimida al fusionarse con las comunas de Chatonnay, Fétigny y Savigna, formando la comuna nueva de Valzin-en-Petite-Montagne.

## Demografía
| Gráfica de evolución demográfica de Légna entre 1800 y 2014 |
|                                                             |

Los datos demográficos contemplados en este gráfico de la comuna de Légna se han cogido de 1800 a 1999 de la página francesa EHESS/Cassini, y los demás datos de la página del INSEE.